# Crytea varicornis
Crytea varicornis är en stekelart som beskrevs av Cameron 1906. Crytea varicornis ingår i släktet Crytea och familjen brokparasitsteklar. Utöver nominatformen finns också underarten C. v. albidos.